# Рохлин, Лев Яковлевич
Лев Я́ковлевич Ро́хлин (6 июня 1947, Аральск, Кызылординская область, Казахская ССР, СССР — 3 июля 1998, дер. Клоково, Московская область, РФ) — советский и российский военный и политический деятель, депутат Государственной думы РФ II созыва, председатель Комитета Государственной думы РФ по обороне (1996—1998), генерал-лейтенант (1993). Основатель и первый председатель Движения в поддержку армии (1997—1998).

## Биография
Родился младшим из трёх детей в семье участника Великой Отечественной войны, политического ссыльного Якова Львовича Рохлина. В 1948 году, через 8 месяцев после рождения сына, Яков Львович был арестован. Мать, Ксения Ивановна Гончарова, одна воспитывала троих детей.
Лев после окончания 10 классов школы № 14 имени Н. К. Крупской города Аральска, в том же году, поступил в Ташкентское высшее общевойсковое командное училище. В 1970 году окончил Ташкентское высшее общевойсковое командное училище, как и все последующие учебные заведения, с отличием. Затем служил в Группе советских войск в Германии город Вурцен, 242-й гв. мсп 20-й гв. мсд. Поступил в Военную академию им. М. В. Фрунзе, после её окончания служил в Заполярье (Мурманская область, станция Печенга, в/ч 28086, 19-й мотострелковый полк), а также в Ленинградском, Туркестанском, Закавказском военных округах, где был заместителем командира корпуса (31 АК, ГрССР, Кутаиси).

### Навойне в Афганистане
В 1982—1984 годах проходил службу в Демократической Республике Афганистан, сначала в должности командира 860-го отдельного мотострелкового полка, дислоцировавшегося в Файзабаде провинции Бадахшан. В июне 1983 года Рохлин был снят с должности за неудачную военную операцию (бой в районе Бахарака, когда батальон 860-го полка отступил, не выполнив задачу и потеряв 7 боевых машин пехоты, три из которых достались моджахедам исправными), и назначен заместителем командира 191-го отдельного мотострелкового полка в городе Газни. Менее чем через год был восстановлен в должности. Был дважды ранен, последний раз — в октябре 1984 года. По завершении Ургунской операции вертолёт с Рохлиным был сбит и подполковник получил множественные ранения и перелом позвоночника, после чего был эвакуирован в Ташкент.

### Межвоенное время
После Афганистана, в феврале 1985 года Рохлин назначен заместителем командира 58-й мотострелковой дивизии в Кызыл-Арвате в ТуркВО. По его инициативе и активном участии проходит модернизация учебного центра дивизии в Кызынжике.
В июле 1986 года Рохлину присвоено звание полковника.
В связи с болезнью сына, Рохлин переехал в Грузию и в марте 1987 года назначен командиром 152-й мотострелковой дивизии кадра в Кутаиси.
Помимо воинской службы, Рохлин на новом месте занимался обустройством спортивно-оздоровительного лагеря для допризывной молодёжи.
С января по апрель 1990 года командовал 75-й мотострелковой дивизией, которая 4 января 1990 года была передана из Закавказского военного округа Министерства обороны СССР в состав Закавказского пограничного округа пограничных войск КГБ СССР (75-я мсд с 04.01.1990. по 23.09.1991 г., находилась в подчинении Главного управления пограничных войск КГБ СССР). Кроме того, дивизия под командованием Рохлина смогла прекратить регулярное незаконное пересечение границы со стороны Ирана. Это привело к официальным протестам иранской стороны.
В феврале 1990 года получил звание генерал-майора. С 1991 командовал 171-м гвардейским окружным учебным центром (б. 100-я гв. умсд) в Тбилиси. Командуя учебным центром, Рохлин столкнулся с боевиками военизированной националистической организации Мхедриони. Личный состав подвергался нападениям со стороны боевиков в столице Грузии. В ответ Рохлин спланировал и осуществил без потерь разгром главной базы националистов в «Комсомольском городке» на окраине Тбилиси, представлявшем собой бывшую базу отдыха ВЛКСМ.
С отличием окончил Военную академию Генерального штаба в 1993 году. С июня 1993 года был командующим Волгоградского 8-го гвардейского армейского корпуса и начальником Волгоградского гарнизона.

### Навойне в Чечне
С 1 декабря 1994 года по февраль 1995 года возглавлял 8-й гвардейский армейский корпус в Чечне.
Корпус под командованием генерал-лейтенанта Рохлина прибыл из Волгограда в район Кизляра. Далее, совершив обманный манёвр, корпус направился в Толстой-Юрт через дагестанские степи мимо населённых пунктов Александро-Невское, Солнечный, Терекли-Мектеб, Кумли. Это обезопасило колонну корпуса от нападения чеченских боевиков, наносивших болезненные удары по другим частям и соединениям российских войск, выдвинувшихся в Чечню.
По прибытии в Чечню у станицы Червлённая артиллерия корпуса своим ударом спасла 81-й оперативный полк особого назначения Внутренних войск МВД (в/ч 3709), когда он подвергся нападению дудаевцев. Далее рохлинцы заняли рубеж по Терскому хребту недалеко от Грозного. 15 января 1995 года части корпуса сосредоточились в 1,5 км восточнее Толстой-Юрт.
Под его руководством осуществлялось взятие ряда районов Грозного, в том числе президентского дворца. 17 января 1995 года для контактов с чеченскими полевыми командирами с целью прекращения огня военным командованием были назначены генералы Лев Рохлин и Иван Бабичев.
Позднее Рохлин отказался от присвоения Героя России (за успешное взятие Грозного с минимальными потерями), заявив: «В гражданской войне полководцы не могут снискать славу. Война в Чечне — не слава России, а её беда».

### Политическая деятельность
3 сентября 1995 года на II съезде партии «Наш дом — Россия» (НДР) он занял третье место в партийном списке. В декабре 1995 года Лев Рохлин был избран депутатом Государственной думы РФ 2-го созыва по федеральному списку избирательного движения «Наш дом — Россия». В январе 1996 года Лев Рохлин вступил в члены фракции «Наш дом — Россия». Был избран председателем комитета Государственной Думы по обороне.
2 апреля 1997 года председатель комитета Государственной Думы РФ по обороне генерал Лев Рохлин на заседании Госдумы выступил с отчётом, в котором обнародовал данные об имевших место незаконных поставках оружия Армении на сумму более 1 миллиарда долларов, что вызвало большой скандал в политических кругах России.
Считается одним из наиболее активных оппозиционных лидеров 1997—1998 годов. В журнале «Русский репортёр» утверждалось, со ссылкой на сослуживцев и друзей Рохлина, что генерал готовил заговор с целью свержения президента России Бориса Ельцина и установления военной диктатуры. По рассказам близких к семье Ельцина, был активным участником попытки военного переворота против президента Ельцина.
Помощник руководителя Комитета по безопасности Государственной думы Виктор Илюхин описал сценарий планировавшегося отстранения Ельцина и его окружения от власти: проводится массовый митинг, участники требуют отставки крайне непопулярных президента и правительства. Поскольку Ельцин был твёрдо намерен не уходить в отставку и был способен на нарушение Конституции и применение силы — при возникновении угрозы для митингующих, в Москву планировалось ввести войска для их защиты. Даже несмотря на «чистку» армии, благодаря непопулярной политике Ельцина Рохлин нашёл много сочувствующих командиров, обещавших поддержку. Ельцин и его окружение смогли восстановить против себя не только обедневших россиян — даже олигарх Гусинский предлагал Рохлину профинансировать покушение на Ельцина, но Рохлин отказался. По данным Александра Лебедя, он всё же использовал деньги АО группы «Мост» для встреч с представителями общественности и, вероятно, для полётов по регионам. Убийство Рохлина нарушило эти планы, но попытка импичмента была проведена, и это могло повлиять на решение Ельцина уйти в отставку позднее.
В июле 1997 года президент России Борис Ельцин жёстко высказался об оппозиционной деятельности генерала: «Рохлиных мы сметём с их антиконструктивными действиями. Таких помощников нам не надо».
9 сентября 1997 года вышел из движения «Наш дом — Россия». После этого, в сентябре того же года, генерал создал собственное политическое движение: «Движение в поддержку армии, оборонной промышленности и военной науки» (ДПА). В оргкомитет движения вошли бывший министр обороны Игорь Родионов, бывший командующий ВДВ Владислав Ачалов и бывший глава КГБ и член ГКЧП Владимир Крючков.
20 мая 1998 года был отстранён от должности председателя Комитета по обороне.

### Убийство
В ночь со 2 на 3 июля 1998 года был найден убитым на собственной даче в деревне Клоково Наро-Фоминского района Московской области (ныне Троицкий административный округ г. Москвы). По официальной версии, в спящего Рохлина стреляла его жена, Тамара Рохлина, причиной была названа семейная ссора; противники официальной версии утверждали, что к ликвидации были причастны спецслужбы по вышестоящему указанию. В ноябре 2000 года Наро-Фоминский городской суд признал Тамару Рохлину виновной в умышленном убийстве своего мужа, но в 2001 году Верховный суд отменил приговор. В 2005 году суд пересмотрел дело, вновь признал Тамару Рохлину виновной и назначил срок наказания 4 года условно. Похоронен 7 июля 1998 года на Троекуровском кладбище.

Могила генерала Льва Рохлина

## Награды
Награждён орденом Красного Знамени, двумя орденами Красной Звезды (в том числе за участие в афганской войне), орденом «За службу Родине в Вооружённых Силах СССР» 3-й степени, медалями: за безупречную службу и юбилейными, а также афганскими наградами: орденом Красного Знамени и медалью «Воину-интернационалисту от благодарного афганского народа».
Как один из руководителей штурма Грозного в 1994 году, по информации некоторых средств массовой информации, был в январе 1995 года представлен, но отказался от высшего звания Героя Российской Федерации, заявив, что не имеет морального права получать эту награду за боевые действия на территории своей страны.
Имел наградное оружие — именной 5,45-мм пистолет ПСМ от министерства обороны РФ.

## Память
6 июня 2001 года на его могиле был установлен надгробный памятник.
В деревне Вилга Прионежского района Республики Карелия имеется улица Льва Рохлина, на доме № 1, принадлежавшем Льву Рохлину, установлена памятная доска.